# Geschichte Athens

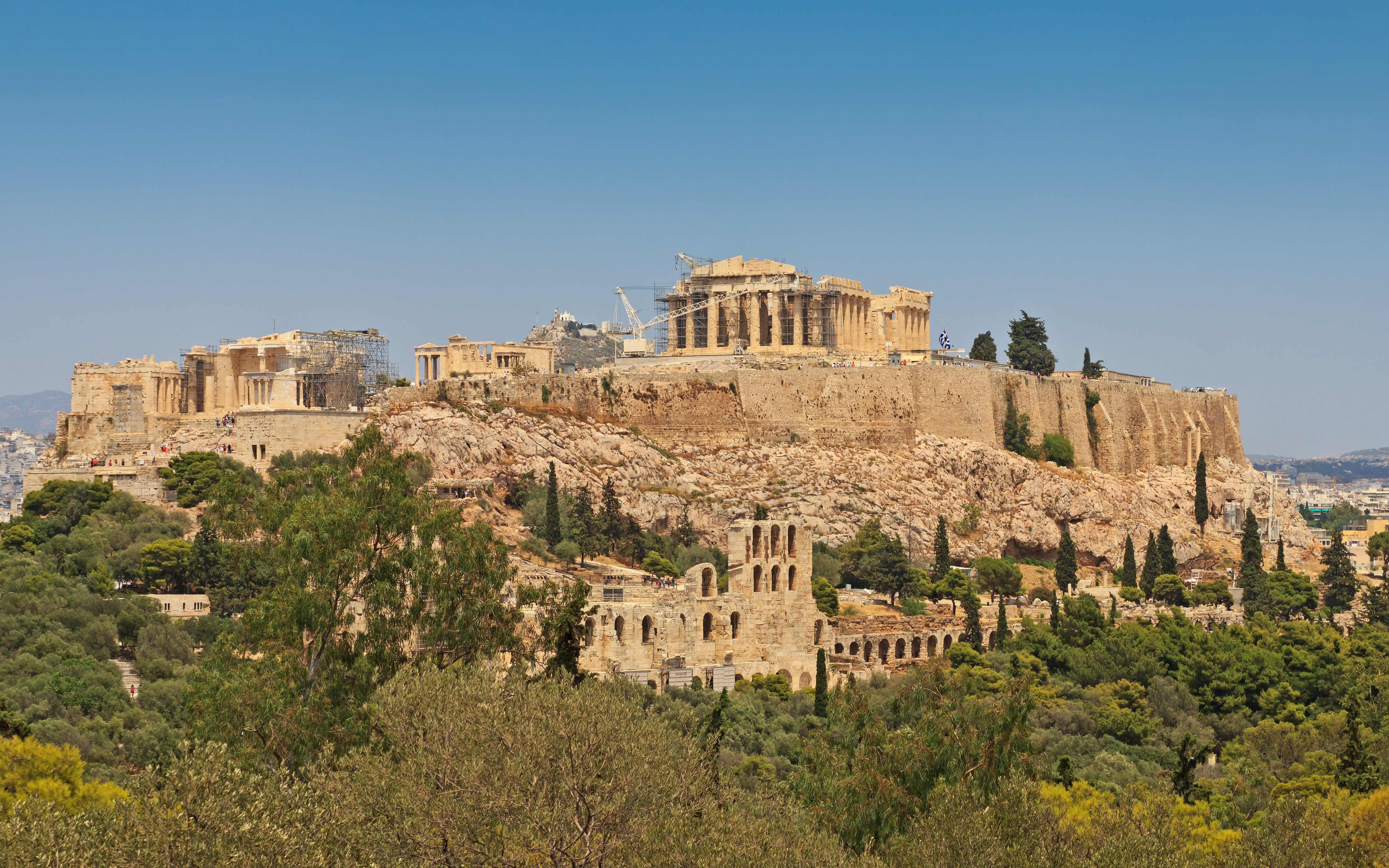
Die Akropolis in Athen

Die Geschichte Athens, der heutigen griechischen Hauptstadt, reicht etwa 7500 Jahre zurück – also bis in die Jungsteinzeit. Genauere Details sind aber erst ab etwa 1600 v. Chr. bekannt, als auf der Akropolis (= hohe Stadt) ein mykenischer Palast errichtet wurde. Athen liegt auf der Halbinsel Attika.
Athen war eine der mächtigsten Poleis des antiken Griechenland und der große Gegenspieler Spartas im Peloponnesischen Krieg. Athen war – mit der Verfassung des Solon vor allem seit der Reform des Kleisthenes von Athen – die erste Demokratie in der Geschichte (Attische Demokratie). Im 5. Jahrhundert v. Chr. kontrollierte Athen gemeinsam mit dem Attischen Seebund als Hegemon zeitweise einen Großteil der Ägäis. Ihre endgültige Blüte erlebte die attische Demokratie im 4. Jahrhundert v. Chr., als die Zeit der größten Machtentfaltung Athens bereits vorbei war. Mit den Schulen des Platon und Aristoteles bildete Athen ein bedeutendes philosophisches Zentrum und blieb dies bis in die ausgehende Spätantike.

## Die Herkunft des Stadtnamens
Die Herkunft des Namens Athen (in klassischem Griechisch Ἀθῆναι, Athênai; heute Αθήνα, Athína) ist bislang nicht geklärt. Ob die Stadt nach ihrer Schutzgöttin Athene benannt ist oder umgekehrt, ist unklar. Ursprünglich scheint die Singular-Form Ἀθήνη (Athḗnē) gewesen zu sein. In klassischer Zeit kommt dann, analog anderen Städtenamen wie Thêbai (Θῆβαι) und Mykênai (Μυκῆναι), der Plural Athênai in Gebrauch. Die ältesten schriftlichen Belege für die spätere Stadtgöttin entstammen dem mykenischen Griechisch einiger Linear-B-Tafeln aus dem kretischen Knossos, wo unter anderem eine A-ta-na po-ti-ni-ja (= Athana potniya, entweder „Herrin Athana“ oder „Herrin Athens“) angesprochen wird.
Schon in der Antike finden sich verschiedene, wohl zum Teil paretymologische Deutungen des als Ursprung der Benennung angesehenen Theonyms wie in den platonischen Dialogen Kratylos und Timaios, wo der Göttername bald von einer fiktiven Form Ἀθεονόα (Atheonóa) und von den Begriffen θεός (theós „Gott“) und νοῦς (noûs „Geist“) abgeleitet, bald mit der ägyptischen Göttin Neith in Zusammenhang gebracht wird.
Während die neuere Sprachwissenschaft meistenteils von einem nicht-indogermanischen Ursprung des Namens ausgeht, wurde in der Mythenforschung der Charakter der Göttin als Himmels- oder Sonnentochter nahegelegt und damit mindestens eine Assoziation mit dem indogermanischen Pantheon postuliert.

## Vor- und Frühgeschichte
Erste Anzeichen einer Siedlung auf der Akropolis in Athen stammen aus der Jungsteinzeit (ca. 5000–3000 v. Chr.). Auch aus der griechischen Bronzezeit (Helladikum) (ca. 3000–1050 v. Chr.) finden sich Spuren. Während des Späthelladikums wurde im 14. Jahrhundert v. Chr. auf der Akropolis ein mykenischer Königspalast und in der zweiten Hälfte des 13. Jahrhunderts v. Chr. eine Wehrmauer errichtet.
Die mykenische Akropolis (Königsburg) Athens blieb – anders als die der meisten übrigen bisher bekannten mykenischen Palastzentren Griechenlands, wie etwa Pylos oder Mykene – möglicherweise von den Zerstörungen kurz nach 1200 v. Chr. (Zusammenbruch der Bronzezeit) verschont. Es wurden zwar Brandspuren an der Wehrmauer entdeckt, jedoch sind diese nicht datierbar. Zumindest blieb die Stadt auch im 12. Jahrhundert v. Chr. (während des Späthelladikums III C) offenbar ohne Unterbrechung besiedelt, wie unter anderem Grabungen an Randbereichen der Akropolis ergaben.
Die Bewohner Attikas betonten später stets ihre alte ionische Tradition, und dass diese keine dorischen Elemente aufwies. Dennoch hinterließen die Umwälzungen um und nach 1200 v. Chr. auch in Athen ihre Spuren, dessen Einfluss im Dunklen Zeitalter der nächsten Jahrhunderte eher gering blieb. In der submykenischen und protogeometrischen Zeit (ca. 1050–900 v. Chr.) lässt sich für die Stadt ein gewisser wirtschaftlicher Niedergang feststellen.

## Geometrische und archaische Zeit

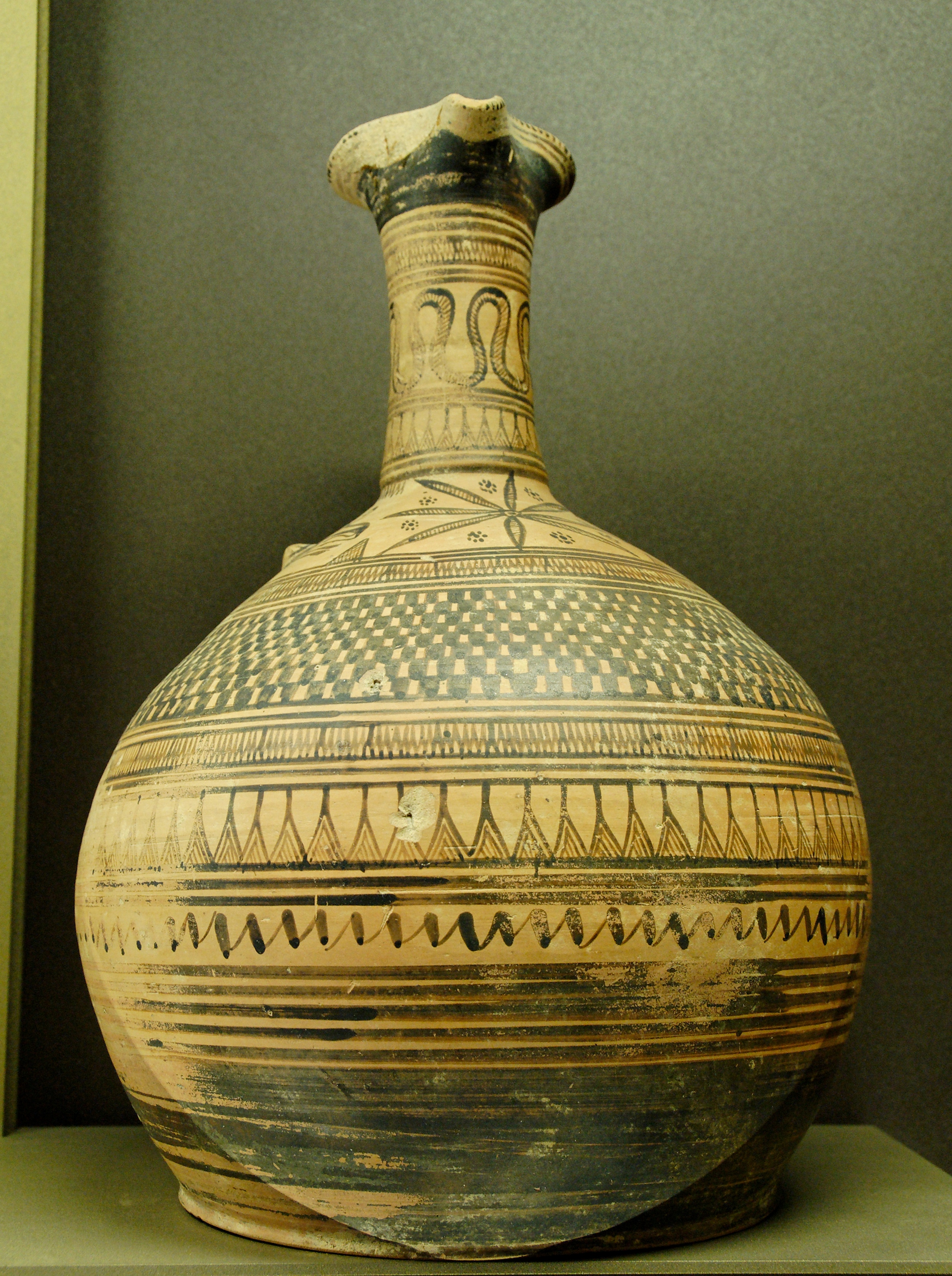
Weinkanne aus der spätgeometrischen Zeit, um 750 v. Chr., heute im Louvre.

Die Geometrische Zeit (900–700 v. Chr.) und die folgende Archaische Zeit (700–500 v. Chr.) bedeutete für Athen einen gewissen Wiederaufstieg. Bis zum 8. Jahrhundert hatte sich die Stadt wieder stabilisiert und ihre zentrale Position in der griechischen Welt gefestigt; die Festung auf der Akropolis und der Zugang zum Meer boten der Stadt einen großen Vorteil über mögliche Rivalen wie Theben und Sparta.
Durch die zentrale Lage und die rege Teilnahme am Seehandel über seinen Hafen Piräus gewann Athen bald an Wohlstand, an dem allerdings nicht alle Athener in gleicher Weise partizipierten. Aus der Vereinigung des Umlandes (Attika) zu einer Polis ergaben sich soziale Spannungen. Sollte es ein Königtum gegeben haben, so rückte es unterdessen zunehmend in den Hintergrund und verschwand schließlich; letzter König soll der sagenhafte Kodros gewesen sein. Angeblich seit 682 v. Chr. wurden die Stadtoberhäupter (Archonten) jeweils nur noch für ein Jahr bestimmt. Gerichtsverhandlungen wurden bereits seit Beginn des 1. Jahrtausends v. Chr. auf dem Areopag durchgeführt.

Schematische Darstellung der politischen Ordnung Attikas nach Solon

Die Spannungen innerhalb der Aristokratie Athens nahmen weiter zu, wie der versuchte Staatsstreich des Kylon um 632 v. Chr. zeigt, der wohl eine Tyrannis errichten wollte. Die Notwendigkeit einer politischen Neuordnung wurde drängender. Zunächst versuchte Drakon mit sprichwörtlich gewordenen „drakonischen Strafen“ die Ordnung zu garantieren, indem er erstmals die allgemein geltenden Strafen aufschrieb und öffentlich ausstellte. Dadurch sollten Willkürurteile und Blutrache verhindert werden. Die Konflikte zwischen Adligen, die sich um Anhänger in den Unterschichten bemühten, ebbten aber nicht ab; eine Stasis drohte. Wohl bald nach Drakon sorgte Solon durch Reformen und Gesetzgebung in der Krise der Polis für einen Ausgleich der Interessen zwischen adligen Landeignern und verarmten Bürgern, die teils in Schuldsklaverei lebten. Die Athener wurden in vier Klassen eingeteilt, von denen nur die oberste zu politischen Ämtern zugelassen war. Zugleich wurden aber Schuldsklaverei und übergroßer Landbesitz abgeschafft und freier Handel gefördert. In der Volksversammlung hatten Bürger aller Klassen Stimmrecht, ein erstes demokratisches Element in der Entwicklung Athens.
Doch zunächst scheiterte Solons Befriedungsversuch, da die Machtkämpfe im Adel andauerten. Wohl im Jahr 561 v. Chr. kam es mit der Machtübernahme des Peisistratos zur Tyrannis, der Herrschaft eines Einzelnen, die nach seinem Tod im Jahre 527 v. Chr. von seinen Söhnen, Hippias und Hipparchos, fortgesetzt wurde. Die Tyrannis in Athen endete 510 mit der Ermordung des einen und der Vertreibung des anderen der Brüder. Eine wichtige Rolle spielte dabei eine spartanische Intervention.
515 v. Chr. begann der Bau des größten Tempels des griechischen Festlands, des Olympieion, der jedoch mit dem Ende der Tyrannis und der folgenden Entmachtung des Adels eingestellt wurde, um erst 174 v. Chr. durch König Antiochos IV. wieder aufgenommen und etwa 640 Jahre nach Baubeginn unter Kaiser Hadrian endgültig fertiggestellt zu werden.

## Klassische Zeit

### Die Reformen des Kleisthenes
Nach der Beseitigung der Tyrannis im Jahre 510 v. Chr. kam es zu einem langsamen Demokratisierungsprozess, der wesentlich durch den Politiker Kleisthenes mitbestimmt wurde.
Aufgrund der Größe Attikas befanden sich einige Regionen in recht großer Entfernung zum eigentlichen Zentrum des Gebietes – Athen – und waren somit vom politischen Geschehen isoliert. Kleisthenes’ Ziel jedoch war es, die gesamte attische Bevölkerung in die Politik einzubinden und ihr somit eine Zugehörigkeit zum Gemeinwesen zu vermitteln. Hierzu teilte er die attische Bevölkerung in 139 Demen ein. Diese hatten in etwa die Größe eines Dorfes und verwalteten sich selbst auf der Basis der Gleichberechtigung. Sie bildeten die kleinsten Einheiten des neuen Phylensystems. Attika wurde hierbei in drei Regionen unterteilt. Die Stadt Athen selbst bis zur Küste, das Binnenland und das restliche Küstengebiet. Jede Region bestand des Weiteren aus je zehn zusammenhängenden Abteilungen. Diese insgesamt 30 Abteilungen wurden wiederum zu zehn Phylen zusammengefügt, wobei jeder Phyle eine Abteilung aus der Stadt, eine der Küste und eine aus dem Binnenland angehörte. (Daher der Name Trittyes (Drittelbezirke) für die Abteilungen.) Einer Phyle gehörten zirka 3500 Bürger an.
Da nun in jeder Phyle alle drei Regionen vertreten waren, bildete sie quasi einen „Querschnitt“ durch die gesamte attische Bevölkerung. Eine Bevorzugung der Stadtbevölkerung wurde somit vermieden. Stattdessen ermöglichte diese Neuordnung eine institutionelle und gesellschaftliche Integration sowohl des Zentrums als auch der Peripherie: Das Ziel der Reform war die Präsenz der gesamten Bürgerschaft und ihre Beteiligung an der Politik und die Kooperation zwischen den Bevölkerungsgruppen, also eine politische Zusammenarbeit der Phylen: Jede Phyle entsandte 50 Vertreter in die Boule (Ratsversammlung), die den Rat der Fünfhundert bildeten. (Diese Vertreter wurden ausgelost, da vor allem der Zufall der Wille der Götter war.) Der Willen der Bevölkerung sollte auf diese Weise in Athen gegenwärtig gemacht werden.
Ein weiterer Meilenstein zur Demokratie und zur Vermeidung einer erneuten Tyrannis war die Einführung des Scherbengerichts.

### Durchsetzung der Demokratie
Ab 462 v. Chr. nutzte Ephialtes die Abwesenheit des führenden Aristokraten Kimon und den korruptionsbedingten Ansehensverlust des Areopags, um weitere Reformen durchzuführen. Der Areopag wurde entmachtet und auf die Funktion eines Gerichtshofs für Mordfälle an athenischen Bürgern beschränkt. Alle anderen politischen Funktionen wurden zwischen der Volksversammlung, dem Rat der 500 und dem obersten Volksgericht aufgeteilt. Somit übte die Gesamtheit der Bürger Athens die volle Gesetzgebungs-, Regierungs-, Kontroll- und Gerichtsgewalt aus. Die Volksversammlungen waren der eigentliche Ort politischer Debatten. Für die Ämter, die durch Los zugeteilt wurden, galt das Prinzip der Rotation. Nur solche Funktionen, die hochspezialisierte Kenntnisse und konkrete Erfahrungen erforderten, wurden durch Wahl vergeben. Nach dem Tod von Ephialtes baute der Politiker Perikles die Demokratie institutionell weiter aus: Er führte Tagegelder für die Teilnahme an politischen Versammlungen ein sowie Diäten für die Übernahme von Ämtern, sodass sich alle Bürger unabhängig von ihrer wirtschaftlichen Situation politisch engagieren konnten.
Die Attische Demokratie trug, wie der Historiker Thukydides dem Perikles in dessen Gefallenenrede in den Mund legt, einen bedeutenden Teil zur Macht und zum wirtschaftlichen Wohlstand der Stadt bei. „Die Verfassung, nach der wir leben, vergleicht sich mit keiner der fremden. Mit Namen heißt sie, weil der Staat nicht auf wenige Bürger, sondern auf eine größere Zahl gestellt ist, Volksherrschaft. […] Sondern frei leben wir miteinander im Staat …“

### Perserkriege
Lade – Marathon – Thermopylen – Artemision – Salamis – Plataiai – Mykale – Eurymedon
Um 500 v. Chr. bestimmten die Perserkriege das Stadtleben, nachdem sich Athen auf der Seite der Rebellen während des Ionischen Aufstands gegen das Perserreich gestellt hatte. Daraufhin versuchten die persischen Großkönige Dareios I. und Xerxes I. im frühen 5. Jahrhundert v. Chr. in den Kriegen vergeblich, Griechenland ihrem Reich anzugliedern. Wichtige Ereignisse waren dabei:
- 500/499 bis 494 v. Chr. Ionischer Aufstand, Sieg der Perser bei Lade 494 v. Chr.
- ab 493 v. Chr. Strafexpeditionen der Perser, Sieg der Athener in der Schlacht bei Marathon 490 v. Chr. (Marathonlauf).
- 493 v. Chr. wurde der Athener Haupthafen von Phaleron nach Piräus verlegt und später mit den Langen Mauern verbunden.[13]
- 480 v. Chr. zerstörten die Perser Athen. Der persische König Xerxes I. thronte auf dem Ägaleo und wohnte der für die Griechen siegreichen Seeschlacht von Salamis bei.
- 479 v. Chr. unterlagen die Perser endgültig in der Schlacht von Plataiai.

### Blüte Athens im 5. Jahrhundert v. Chr.
Nach den Perserkriegen gelang es den Athenern, ihre Macht auch auf andere Städte auszuweiten und den Attischen Seebund zu gründen (477 v. Chr.). Mit Hilfe des Seebundes errichtete Athen eine Hegemonie über weite Teile Griechenlands und Kleinasiens: Der Seebund selbst entwickelte sich zum attischen Reich und Athen zur stärksten Seemacht.

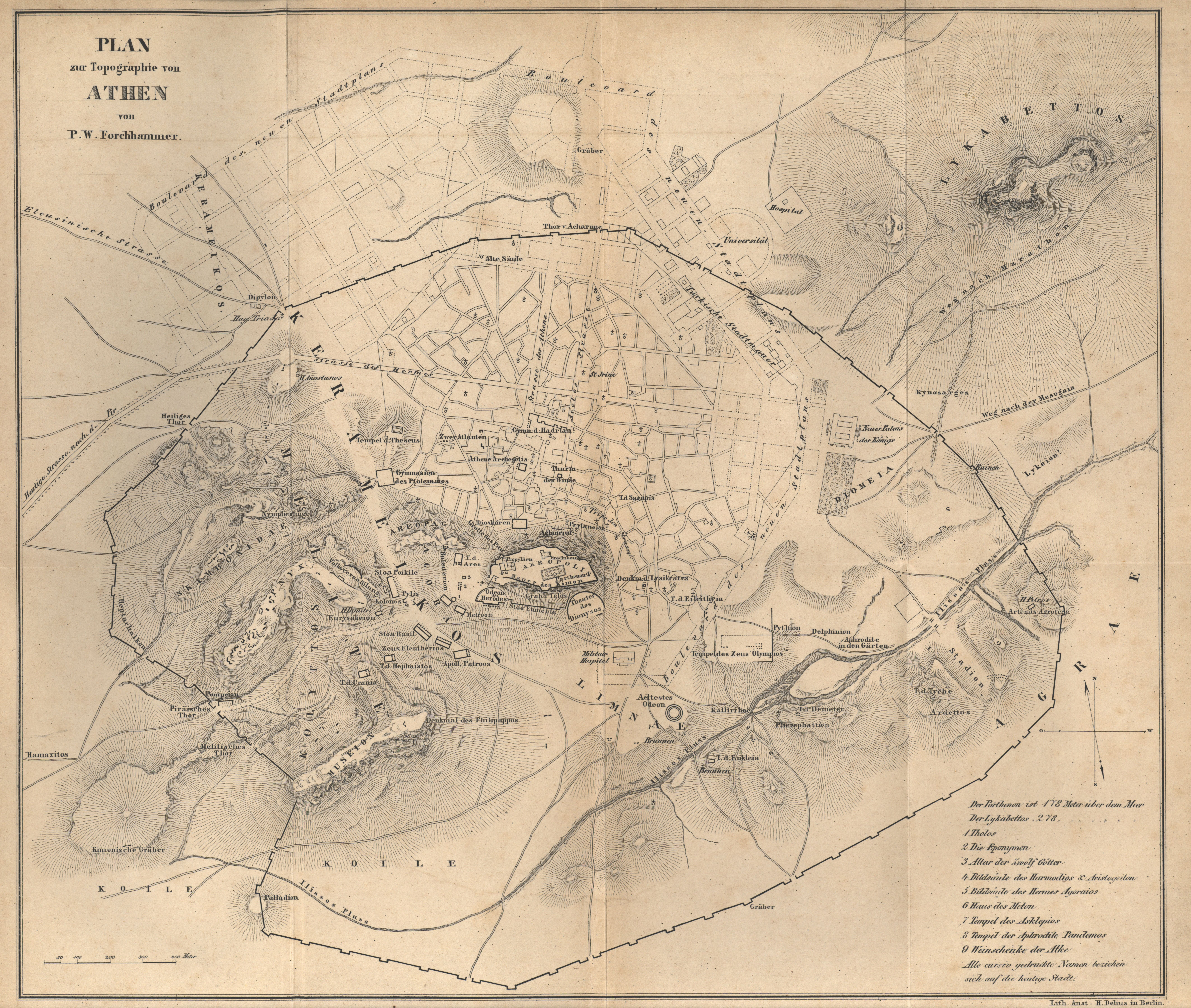
Die antike Stadt Athen; untergelegt das neuzeitliche Straßennetz (Peter Wilhelm Forchhammer, 1841)

Das 5. Jahrhundert v. Chr. war auch vom kulturellen Standpunkt die Blütezeit Athens: Wer als Philosoph, Schriftsteller, Mathematiker oder Künstler etwas auf sich hielt, wohnte in Athen. Gute Beispiele sind die auch heute noch bekannten Schriftsteller Aischylos, Aristophanes, Euripides und Sophokles, die Historiker Herodot, Thukydides, der Philosoph Sokrates, der Dichter Simonides und der Bildhauer Phidias. Athen hatte zirka 40.000 Einwohner (ganz Attika zirka 300.000 Einwohner) und erstreckte sich auf einem etwa 2 × 2 km großen Gebiet rund um die Akropolis. Der Hauptplatz, die Agora, befand sich in der Nähe des heutigen Monastirakiplatzes. Südlich davon befand sich die Pnyx, auf der die Volksversammlungen abgehalten wurden. Wichtige Tempel der Stadt waren unter anderem die Athena-Heiligtümer und das Erechtheion auf der Akropolis sowie der Tempel des Hephaistos.
Die Athenische Bevölkerung bestand jedoch größtenteils nicht aus Vollbürgern, sondern Sklaven oder Fremden (Metöken), die praktisch keine Rechte hatten. Der zu dieser Zeit einflussreichste Politiker der Stadt war Perikles, der die von den Persern zerstörten Denkmäler auf der Akropolis neu errichten ließ und die Stadt, wie er sagte, zur „Schule Griechenlands“ machte. Unter Perikles wurde denn auch die Attische Demokratie zu ihrem Höhepunkt geführt.

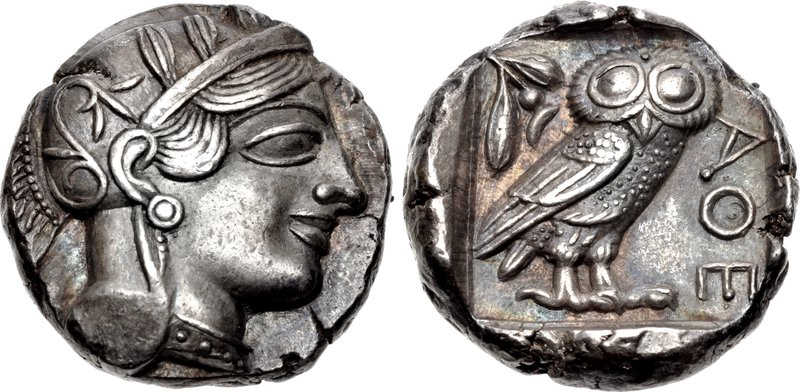
Athener Tetradrachme um 449 v. Chr.

Doch Athens Regierungspolitik wurde mit der Zeit nicht mehr von allen Mitgliedern des Attischen Seebunds unterstützt. Die Differenzen mit Korinth (und indirekt mit Sparta) führten schließlich zum Peloponnesischen Krieg gegen den so genannten Peloponnesischen Bund, der von Sparta angeführt wurde. Perikles’ Strategie, sich der überlegenen spartanischen Armee nicht in offenem Kampf zu stellen und dafür mit der Flotte zu operieren, hatte keinen nachhaltigen Erfolg.
Hinzu kam, dass von 430 v. Chr. bis 426 v. Chr. ein Drittel der Einwohner der Stadt an einer Epidemie starben (siehe Attische Seuche). DNA-Untersuchungen, die griechische Forscher der Nationalen und Kapodistrias-Universität Athen 2006 an Skeletten aus dieser Zeit vornahmen, legen nahe, dass es sich dabei um Typhus handelte, nicht um die Pest, wie vorher angenommen wurde. Allerdings wurden diese Befunde kurz darauf wieder in Zweifel gezogen. Auch Perikles starb 429 v. Chr. an den Folgen dieser Epidemie.
Im Jahre 421 v. Chr. kam es zum Nikiasfrieden, der allerdings nicht lange währte: Sparta ging gegen Argos vor, während Athen sich dem langsam auflösenden Seebund zuwandte. 415 v. Chr. unternahmen die Athener, unter Einfluss des Alkibiades, die sogenannte Sizilienexpedition, die 413 v. Chr. für Athen in einem Desaster endete. Das Perserreich intervenierte zu Gunsten Spartas und trotz einiger Siege unterlagen die Athener 405 v. Chr. in der Schlacht bei Aigospotamoi. Der Krieg endete schließlich 404 v. Chr. mit einer vollständigen Niederlage Athens.
Athen musste den Seebund auflösen und wurde zeitweise von einer Oligarchie, der sogenannten Herrschaft der Dreißig, regiert, bevor 403 v. Chr. wieder eine gemäßigte Demokratie eingerichtet werden konnte.
Nicht wenigen Althistorikern und gesellschaftsgeschichtlichen Interpreten gelten Athen und Sparta nach dem Vorbild der Gefallenenrede des Perikles als klassisches Beispiel für zwei wettstreitende Kulturen mit gegensätzlichen Merkmalen – etwa Karl Popper und Marshall Sahlins – : gewissermaßen als „Antitypen“, wie Sahlins es ausdrückt. Athen als kosmopolitisch, kaufmännisch, verschwenderisch, demokratisch, städtisch und weltoffen – Sparta hingegen als fremdenfeindlich, autark, genügsam, oligarchisch und verschlossen. David Graeber und David Wengrow sehen darin ein historisches Beispiel für ihre Auslegung des Begriffes Schismogenese, die sie als Tendenz menschlicher Gruppen, sich voneinander durch bewusst gewählte, gegensätzliche Verhaltensweisen (→ Distinktion) voneinander abzugrenzen definieren. Gängige Erklärungen sehen den Kulturwandel hingegen als Folge jeweils eigenständiger Voraussetzungen und Entwicklungsbedingungen der beiden Stadtstaaten.

### Athen im 4. Jahrhundert v. Chr.
Im 4. Jahrhundert v. Chr. brachten die Philosophen Platon und Aristoteles die Philosophie zur Blüte; an Thukydides schloss der Historiker Xenophon an.
Während das demokratische Athen im 4. Jahrhundert v. Chr. lange Zeit als Epoche des „Niedergangs“ und des „Rückzugs ins Private“ galt, hat sich das Bild in der Forschung seit den 1980er Jahren allmählich gewandelt. Die demokratischen Institutionen – nicht mit Beamten und Spezialisten, sondern mit jährlich ausgelosten Bürgern besetzt – arbeiteten weiter, von einer Politikverdrossenheit der Bürger ist nichts überliefert. Für das politische Engagement spricht auch die ständige architektonische Erweiterung der Pnyx, wo die Volksversammlung, das zentrale Gremium der demokratischen Entscheidungen, zusammentrat. Kein Politiker – auch nicht der einflussreiche Makedonengegner Demosthenes – hat eine ähnlich dominante Stellung erlangen können, wie Perikles sie im 5. Jahrhundert einnahm.
In den Jahrzehnten nach dem Peloponnesischen Krieg gewannen die Athener durch geschickte Schaukelpolitik zwischen Persien sowie den rivalisierenden griechischen Mächten Sparta und Theben ihre Handlungsfreiheit Stück für Stück zurück. 377 v. Chr. gelang ihnen die Gründung des attischen Seebundes. In den permanenten Kriegen um die Vorherrschaft in Griechenland setzte sich Athen zeitweise für einen Allgemeinen Frieden zwischen den Poleis ein.
Seit den 350er Jahren v. Chr. trat Athen der aufstrebenden Macht Makedonien unter dessen König Philipp II. entgegen. Auf Betreiben des Demosthenes kam ein anti-makedonisches Bündnis fast aller griechischen Städte zustande, dessen Heer 338 v. Chr. jedoch in der Schlacht von Chaironeia von den Makedonen besiegt wurde. Im folgenden Jahr sah sich Athen genötigt, dem von Philipp II. dominierten Korinthischen Bund beizutreten.

## Hellenistische Zeit (338–86 v. Chr.)
Demosthenes, Athener Politiker und berühmtester Redner der Antike (Philippika), versuchte in einer Allianz mit Theben sich gegen die makedonische Großmacht unter Philipp II. zu wehren. Athen verlor jedoch seine Unabhängigkeit 338 v. Chr. in der Schlacht von Chaironeia. Philipp und nach ihm sein Sohn Alexander der Große achteten trotzdem die große Tradition Athens. Ein Versuch, 322, nach dem Tod Alexanders, im sogenannten Lamischen Krieg die makedonische Herrschaft abzuschütteln, scheiterte. Athen musste seine Demokratie einschränken und eine makedonische Garnison erdulden. Von 317 bis 307 v. Chr. herrschte Demetrios von Phaleron, ein Schüler des Aristoteles, als von den Makedonen unterstützter Verwalter. Nach der Vertreibung des Demetrios von Phaleron mit Hilfe von Demetrios I. Poliorketes kehrte Athen noch einmal zur radikalen Demokratie zurück und verteidigte sich bis 262 v. Chr. erfolgreich gegen die makedonischen Eroberungsversuche.
Nach der Niederlage im Chremonideischen Krieg war die Stadt bis 229 v. Chr. makedonisch, danach wurde Athen wieder nominell eine freie Stadt. Faktisch hatte es jedoch seine Souveränität und Autonomie verloren, blieb aber kulturell und wirtschaftlich auch in den folgenden Jahrhunderten bedeutend. So war Athen in der gesamten hellenistischen Epoche ein wichtiges politisches Aktionsfeld der Diadochen und ihrer Nachfolgestaaten, die sich mit zahlreichen Stiftungen (zum Beispiel die Stoa des Attalos) um die Gunst der griechischen Öffentlichkeit bemühten. In den makedonisch-römischen Kriegen, den Auseinandersetzungen Makedoniens mit dem Römischen Reich, stand Athen auf der Seite Roms. Spätestens seit 146 v. Chr. stand die Stadt, die schon seit 229 v. Chr. als „Freund“ Roms galt, wie das restliche Griechenland faktisch unter römischer Hegemonie. Da man die Römer früh unterstützt hatte, wurde Athen zunächst aber gefördert und erlebte um 100 v. Chr. eine ökonomische Blüte, insbesondere durch den dank römischer Privilegien lukrativen Handel, der über Delos abgewickelt wurde. Intern scheint es allerdings zu Machtkämpfen und wachsender politischer Instabilität gekommen zu sein, die möglicherweise durch Rivalitäten zwischen Aufsteigern und etablierten Familien entstanden.

## Römische Zeit (86 v. Chr.–582 n. Chr.)

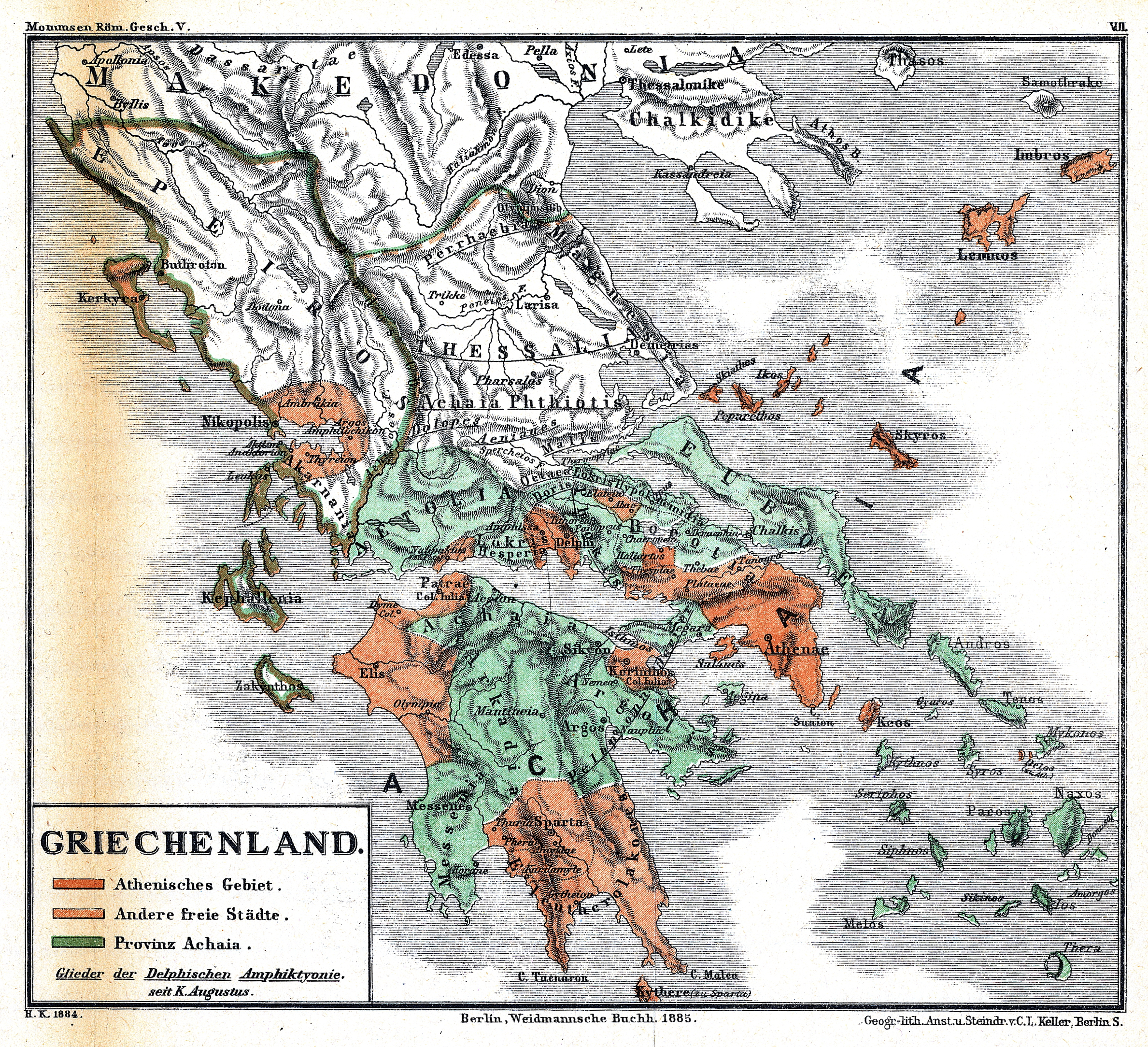
Athenisches Gebiet (dunkelrot markiert) um die Zeit von Kaiser Augustus

Das Blatt wendete sich, als die Athener ebenso wie mehrere andere Poleis 88 v. Chr. beschlossen, König Mithridates VI. im Krieg gegen Rom zu unterstützen. Offenbar versuchte man, sich von der Dominanz der griechischen „Romfreunde“ in der Stadt zu befreien, und eine Gruppe um Aristion verbündete sich mit Mithridates und brachte Athen unter ihre Kontrolle. Doch der römische Gegenschlag ließ nicht lange auf sich warten: Im Jahr 86 v. Chr. kam es zur Eroberung Athens durch die Truppen des römischen Feldherrn Sulla und zur gründlichen Brandschatzung des Ortes, der als politischer Machtfaktor fortan keine Rolle mehr spielte, aber immerhin seinen Ruf als intellektuelles Zentrum sowie den Status als „freie Stadt“ behielt und sich bald erholte. Auch könnten die Zerstörungen in der Stadt durch Sullas Truppen weniger verheerend gewesen sein, als in der Forschung meist angenommen wurde. Auch in den römischen Bürgerkriegen zwischen Caesar und Pompeius, zwischen den Caesarmördern und den Caesarianern sowie zwischen Octavian und Marcus Antonius stand Athen jeweils auf der Seite der schließlichen Verlierer, wurde aber nicht dauerhaft bestraft.

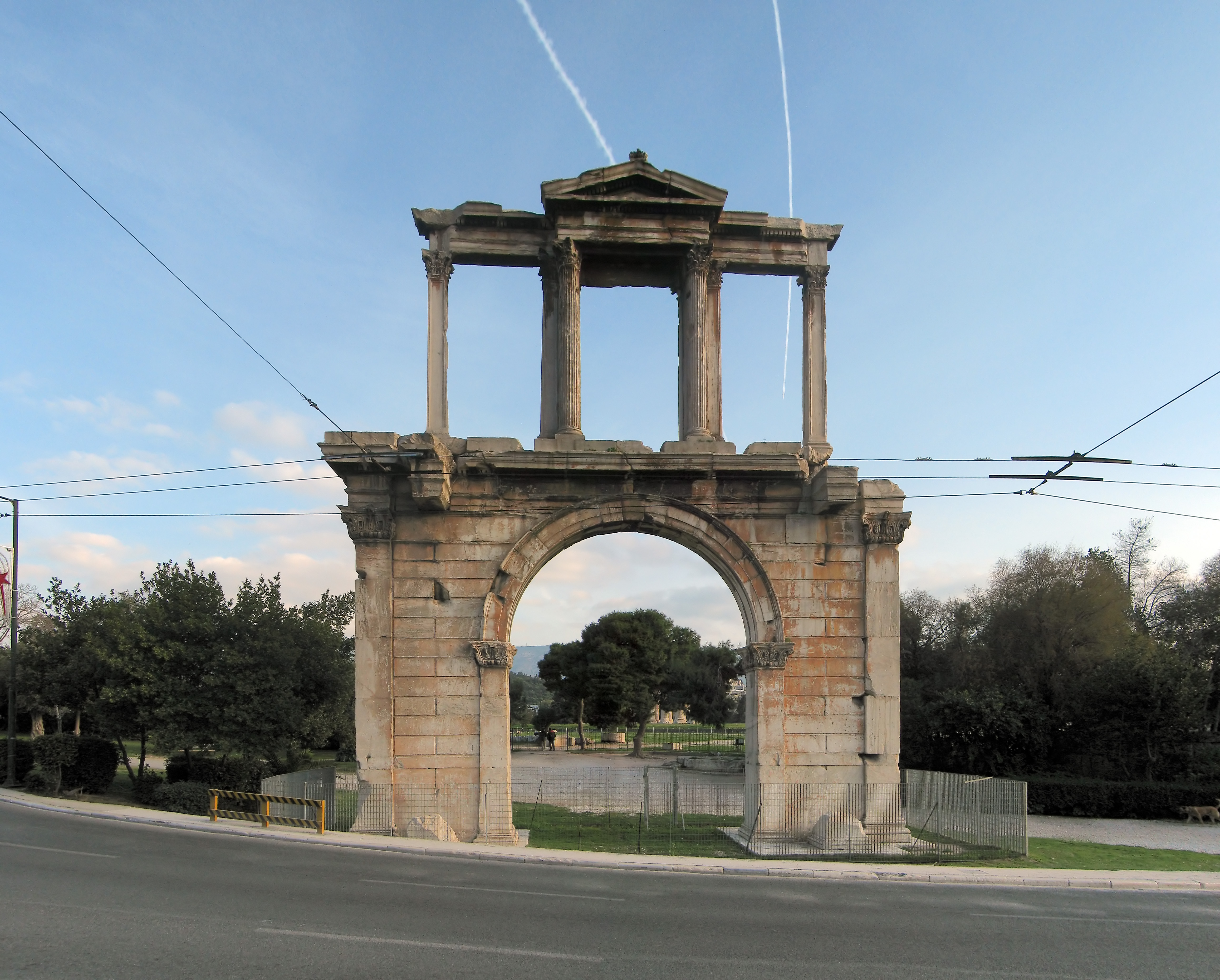
Das Hadrianstor in der Nähe des Olympieions markiert den Eingang zur Hadriansstadt.

Im Jahr 27 v. Chr. gingen die Römer von der indirekten zur direkten Herrschaft über und richteten die Provinz Achaea ein, deren Hauptstadt aber nicht Athen, sondern Korinth wurde. Doch auch in der Zeit des römischen Kaiserreiches blieb die Stadt ein Zentrum kulturellen Lebens und hatte den Status einer freien Stadt. Der Apostel Paulus von Tarsus besuchte auf seiner zweiten Reise auch Athen (Apostelgeschichte 17,15–17,34) und predigte mit sehr mäßigem Erfolg auf der Agora und dem Areopag (49 n. Chr.). Viele Mitglieder der römischen Oberschicht gingen eine Weile nach Athen, um dort philosophische Studien zu betreiben. Reiche Römer agierten als Wohltäter der Stadt, und die Kaiser folgten ihrem Beispiel: Schon während der Herrschaft des ersten Kaisers Augustus entstand die Römische Agora. Kaiser Hadrian (117 bis 138 n. Chr.), ein persönlicher Freund des Herodes Atticus, hielt sich dann mehrfach in Athen auf. Der Philhellene und Kunstliebhaber stiftete Athen mehrere große Bauwerke: Er ließ die Hadriansstadt (heute ist vor allem noch das Hadrianstor erhalten) und die Hadriansbibliothek bauen sowie den gewaltigen, schon in archaischer Zeit begonnenen Tempel des olympischen Zeus (das Olympieion) vollenden. In römischer Zeit entstand auch das Odeon des Herodes Atticus am Fuß der Akropolis. Die Stadt erreichte nun den Höhepunkt ihrer urbanen Entwicklung. Von der Antoninischen Pest scheint Athen um 170 allerdings recht schwer getroffen worden zu sein, so dass Kaiser Mark Aurel der Stadt diverse Erleichterungen gewährte.
In der Zeit der Reichskrise des 3. Jahrhunderts wurde Athen 267 dann von Herulern erobert, nachdem die Verteidigungsanlagen seit deren Zerstörung durch Sulla mangels externer Bedrohungen vernachlässigt und in der Not nur unzulänglich restauriert worden waren. Die Stadt konnte sich aber von den Zerstörungen noch einmal weitgehend erholen und blieb in der Spätantike ein bedeutendes geistiges Zentrum, insbesondere für den Neuplatonismus. Doch seit 380, als unter Theodosius I. das Christentum faktisch römische Staatsreligion wurde, und mehr noch nach 391, als alle heidnischen Kulthandlungen verboten wurden, ging auch die Bedeutung als Bildungszentrum mehr und mehr verloren. 397 plünderten gotische Krieger Attika, aber nicht Athen. Der oströmische Kaiser Justinian schließlich schloss 529 die neuplatonischen Philosophenschulen in der Stadt, die nicht ohne Grund als Hort des Heidentums galten. Die letzten athenischen Philosophen suchten zunächst Zuflucht im Sassanidenreich, kehrten aber 532 ins Imperium Romanum zurück. Die Schließung der platonischen Akademie wird oft als Anfang vom Ende des antiken Athen angesehen. Um das Jahr 582 schließlich markierten schwere Zerstörungen durch awarische und slawische Krieger dann den Abschluss der antiken Stadtgeschichte.

## Sehenswürdigkeiten aus der Antike

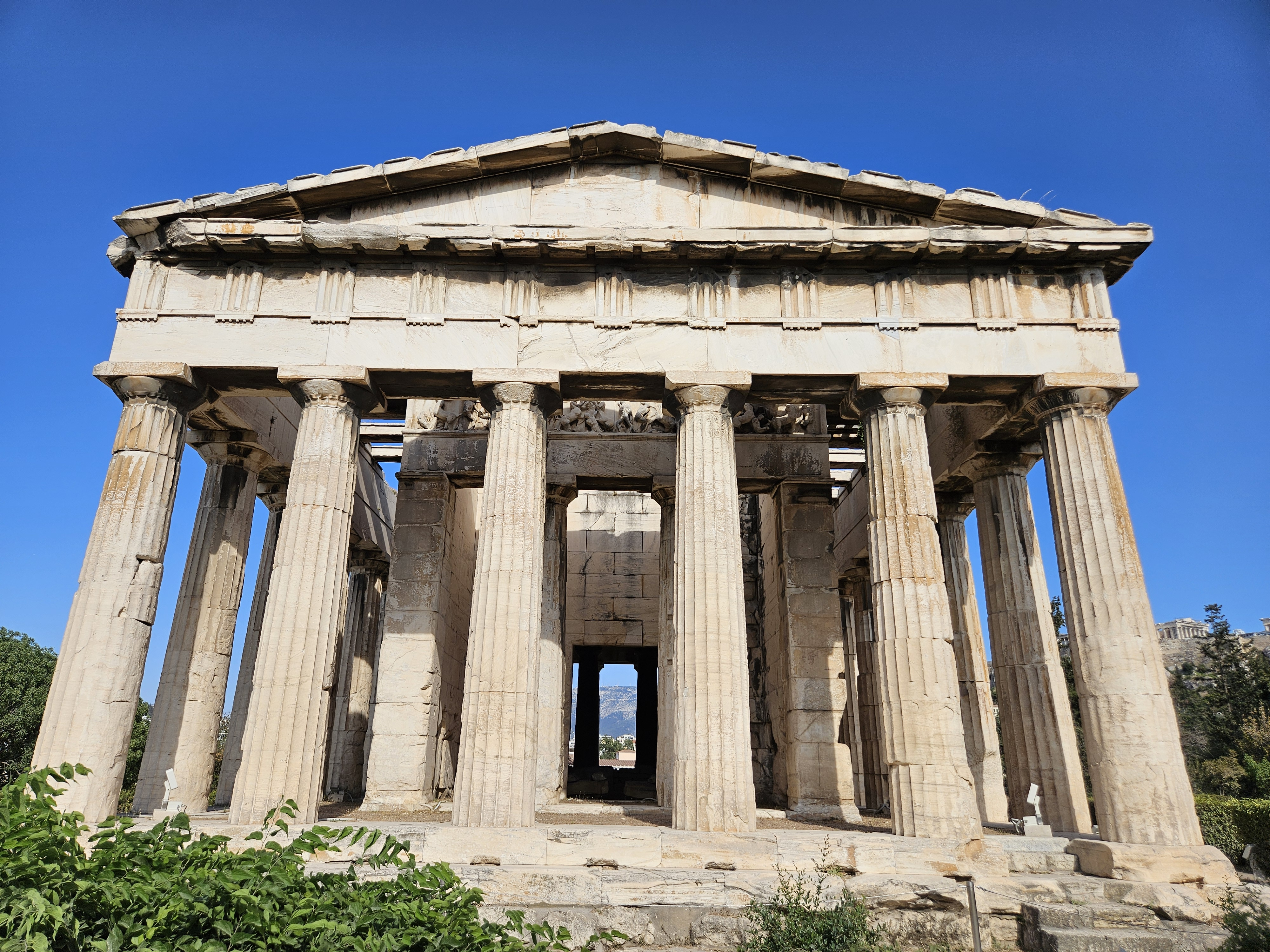
Tempel des Hephaistos

Athen ist nicht zuletzt wegen der Sehenswürdigkeiten aus der Antike ein wichtiges touristisches Ziel. Neben der Akropolis mit Parthenon und Erechtheion gehören die griechische und die römische Agora mit dem Tempel des Hephaistos und dem Turm der Winde zu den wichtigen Sehenswürdigkeiten. Weitere Zeugnisse der Antike sind der Areopag, die Pnyx, sowie der Zeustempel. Am Kap Sounion befindet sich der Poseidontempel, ein weiterer Tempel auf der Insel Ägina. Bedeutende Exponate befinden sich im Archäologischen Nationalmuseum.

## Byzantinische Zeit (582–1453)

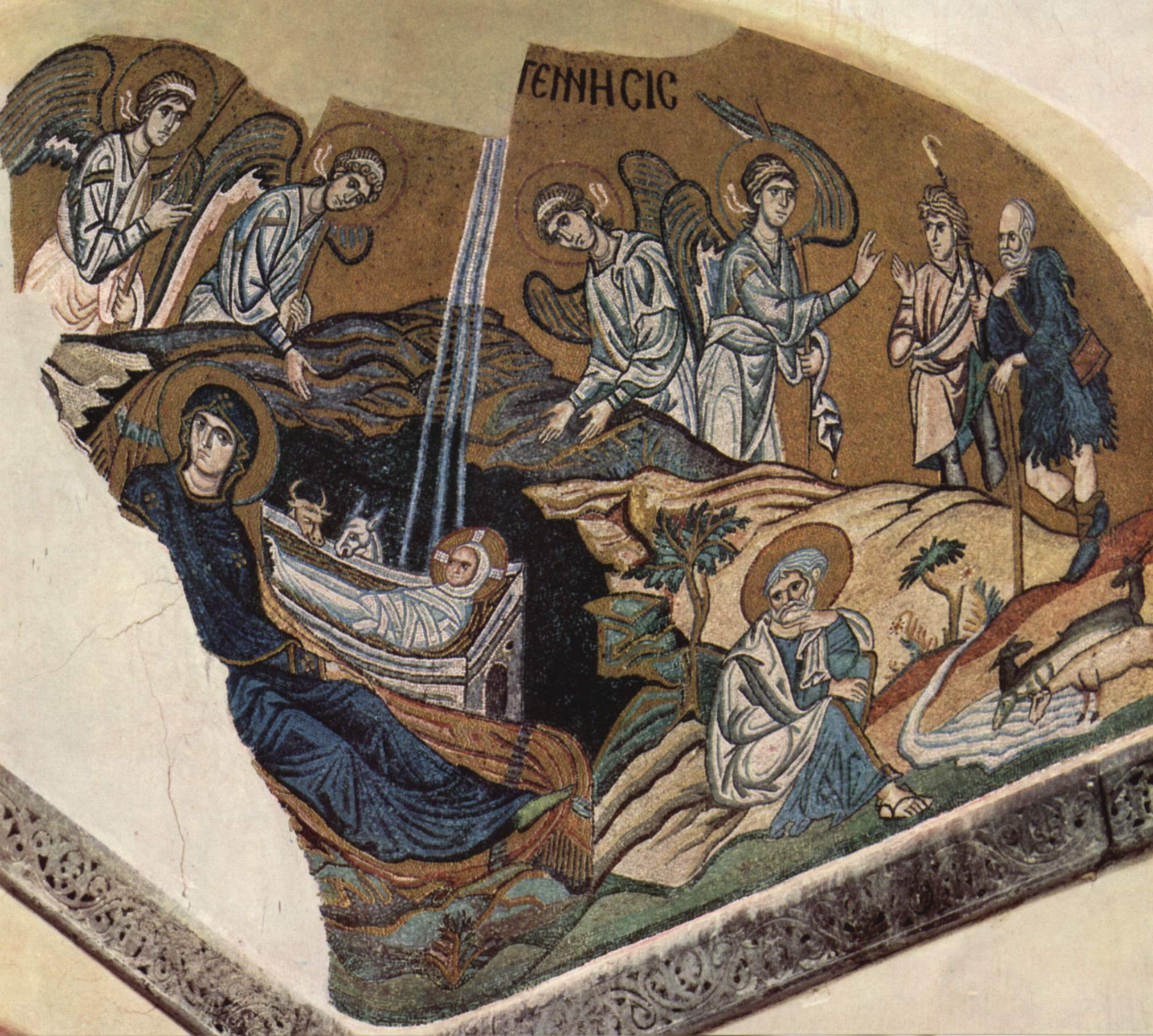
Mosaike im Kloster Daphni aus dem 10. Jahrhundert

Im späten 6. Jahrhundert, vermutlich um 582, wurde Athen durch slawische und awarische Angreifer im Rahmen der slawischen Landnahme stark zerstört. Damit war das Ende der antiken Phase der Stadt eingeleitet, die wie der größte Teil Griechenlands zeitweilig der kaiserlichen Kontrolle entglitt.
 Das Stadtgebiet schrumpfte vermutlich auf ein kleines Gebiet am Fuß der Akropolis, das bereits in der Spätantike eine eigene Befestigung hatte, in die mutmaßlich die Überreste der Hadriansbibliothek und des Herodes-Atticus-Theaters integriert waren. Bischofssitz blieb Athen.
Im Jahr 797 wurde die gebürtige Athenerin Irene erste alleinregierende Kaiserin des byzantinischen Reichs.
Nach dem Vierten Kreuzzug 1204 wurde Athen ein fränkisches Herzogtum unter der Lehnshoheit des „Königs“ von Thessalien. Die Stadt gelangte nie wieder unter byzantinische Herrschaft.

## Osmanische Zeit (1453–1832)

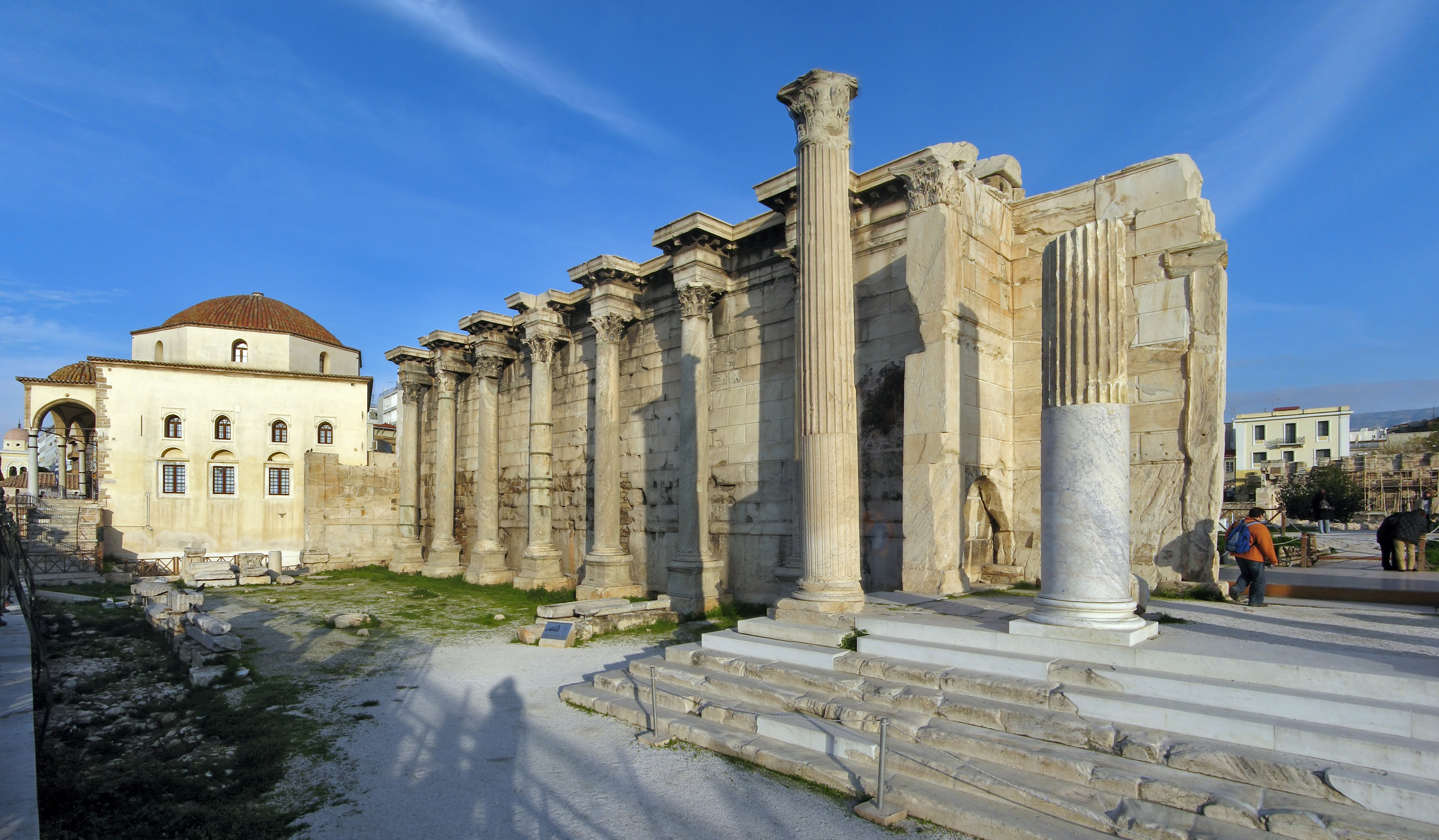
Moscheebau an der Hadriansbibliothek

Im Jahre 1456 eroberte Sultan Mehmed II. Athen [Setines]. Er verlieh ihr gewisse Privilegien, wie etwa eine Selbstverwaltung der christlichen Bevölkerung. Auch blieb Athen Bischofssitz.
Im Großen Türkenkrieg gegen das Osmanische Reich wurde 1687 bei der Belagerung Athens durch die Venezianer der Parthenon-Tempel auf der Akropolis von einer Kugel getroffen. Das dort von den Osmanen gelagerte Schwarzpulver explodierte; Teile des Tempels wurden dadurch zerstört. Nach der Rückeroberung durch die Osmanen erholt sich Athen wieder und war mit 10.000 bis 12.000 Einwohnern eine der größeren Städte im südlichen Balkan.
Im griechischen Unabhängigkeitskampf gelang es den Einheimischen im Jahre 1822, die Akropolis zu besetzen und damit Athen den Türken abzunehmen. Vier Jahre lang hielt sich eine griechische Besatzung in der Stadt, dann kam es 1826 zur Belagerung durch osmanische Streitkräfte unter Reschid Pascha. Am 5. Juni 1827 kapitulierte die Besatzung gegen die Bedingung freien Abzugs.
Türkische Truppen besetzten Athen noch einmal bis März 1833.

## Neugriechische Zeit

### 1832–1912

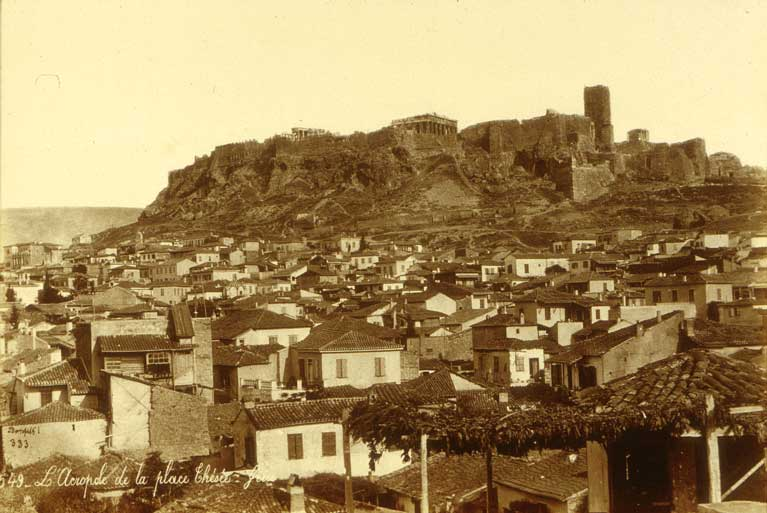
Athen im Jahr 1868

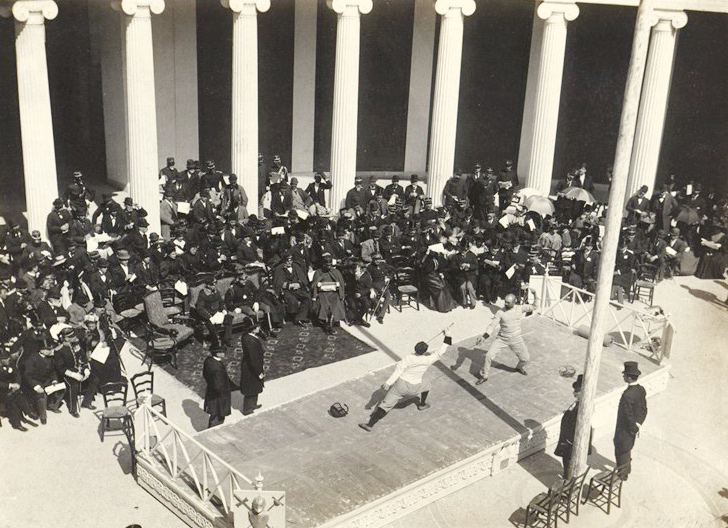
Fechtwettkämpfe der Olympischen Spiele 1896 im Zappeion

Zu Beginn des 19. Jahrhunderts nach den Unabhängigkeitskriegen war Athen nur noch ein Trümmerfeld mit etwa 300 intakten Häusern. Teile der Bevölkerung waren geflohen, tot oder vertrieben. Die Einwohnerzahl hat sich geschätzt auf rund 4.000 mehr als halbiert. 1830 fand in der Stadt die erste Theaterveranstaltung statt. Im Jahre 1834 wurde die Hauptstadt von Nauplion nach Athen verlegt. Der erste griechische König, Otto I. (1832–1862) ließ Athen ausbauen und gab zahlreiche klassizistische Bauten in Auftrag, darunter die Athener Trilogie. Otto akzeptierte alle Forderungen der Revolution des 3. September 1843 und erließ (was eine der Forderungen war) 1844 eine Verfassung.
Josef von Ow schrieb 1854 in seinen Memoiren: „Die Gesellschaft von Athen ist eine Musterkarte aller Nationen Europas“; er schilderte, wie Italiener, Franzosen, Deutsche und Engländer sich in Athen niederließen und Unternehmen gründeten wie etwa 1864 die Brauerei Fix. Im Jahre 1862 endete die Herrschaft Ottos I. und das Haus Wittelsbach musste Athen verlassen. 1863–1913 wurde Georg I. König von Griechenland.
Um 1860 entstanden auch außerhalb großer Hotels elegante Cafés und Restaurants, die von einer neuen Mittelschicht, Studenten und Touristen frequentiert wurden. Einfache Tavernen und Kaufmannsläden blieben die Treffpunkte der Unterschicht. Um 1890 verschwand die soziale Trennung in der Öffentlichkeit wieder.
Im Jahre 1869 wurde die erste Dampfeisenbahnstrecke Griechenlands eröffnet, die Athen mit dem Hafen Piräus verband, diese wurde ab 1904 elektrifiziert und etappenweise zur U-Bahn Athen ausgebaut. 1882 wurde die Pferdebahn in Betrieb genommen, aus der 1908 die elektrische Straßenbahn Athens hervorging. 1877 erweiterte eine französische Gesellschaft die seit 1859 bestehende Gasanstalt und führte die Straßenbeleuchtung ein. Elektrizität wurde ebenfalls noch vor der Jahrhundertwende eingeführt. Seit 1856 gab es Bestrebungen, eine große staatliche Bühne zu gründen. Im Jahre 1880 wurde schließlich das Nationaltheater eröffnet. 1878 wurde die Athener Markthalle eingeweiht, im selben Jahr ließ sich Heinrich Schliemann ein repräsentatives Wohnhaus von Ernst Ziller bauen, das er Palast von Ilion nannte und heute das numismatische Museum beherbergt. Um 1880 überschritt die Einwohnerzahl des Stadtgebiets die 100.000. Im Jahre 1896 fanden in Athen die ersten modernen Olympischen Sommerspiele statt, 1906 fand als Jubiläumsveranstaltung die Zwischenolympiade statt, der viele olympische Riten zu verdanken sind. Im Jahre 1908 wurde das Telefonnetz errichtet.
Eine beliebte Unterhaltung waren öffentliche Platzkonzerte, die beispielsweise im Park des Zappeion oder vor dem Schloss abgehalten wurden. Direkt am Zappeion existierte seit der Jahrhundertwende auch ein beliebtes Ausflugslokal, das bald auch Konzerte veranstaltete die später unter der Leitung des Komponisten Manolis Kalomiris standen. Eine Besonderheit war, dass erstmals auch Frauen in der Veranstaltung mitwirkten, bisher war das nur bei expliziten Frauenrollen an Bühnen der Fall. In der Nähe des Zappeion entstand die Oase, das erste Athener Varieté, sowie seit der Zwischenkriegszeit das Lokal die Kühe, welches mitten in der Stadt einen Bauernhof mit Stall inszenierte und frische Kuhmilch bot. Allgemein unterschied man in Athen zwischen Café Aman, Lokalen die Wasserpfeifen darreichten und bei denen Wahrsager und Scharlatane auftraten, sowie Café chantant den Varietés. Das Athener Nachtleben brachte der Stadt den Ruf ein, das Paris des östlichen Mittelmeers zu sein.

### 1912–1944

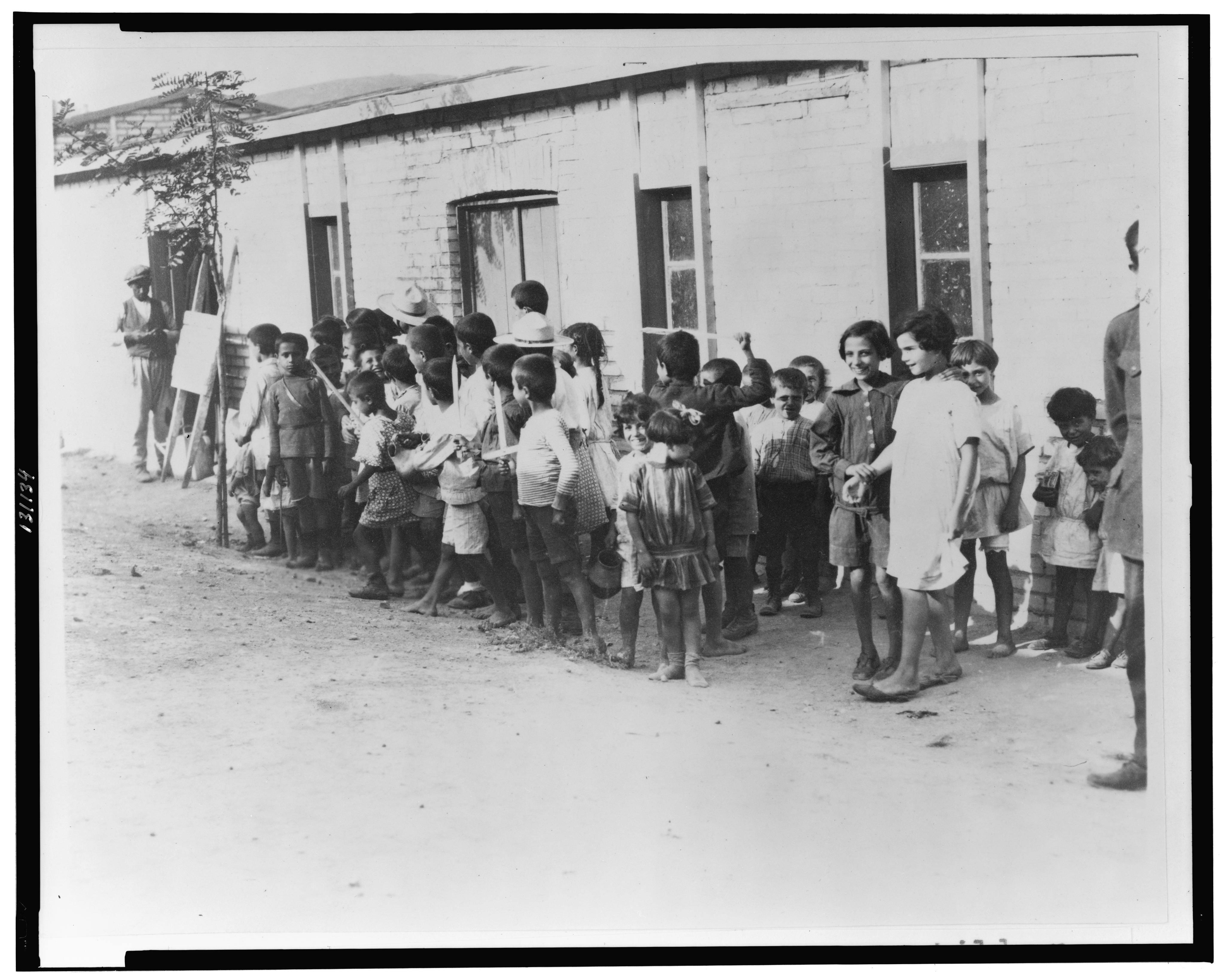
Griechische und armenische Flüchtlinge aus der Türkei, 1923

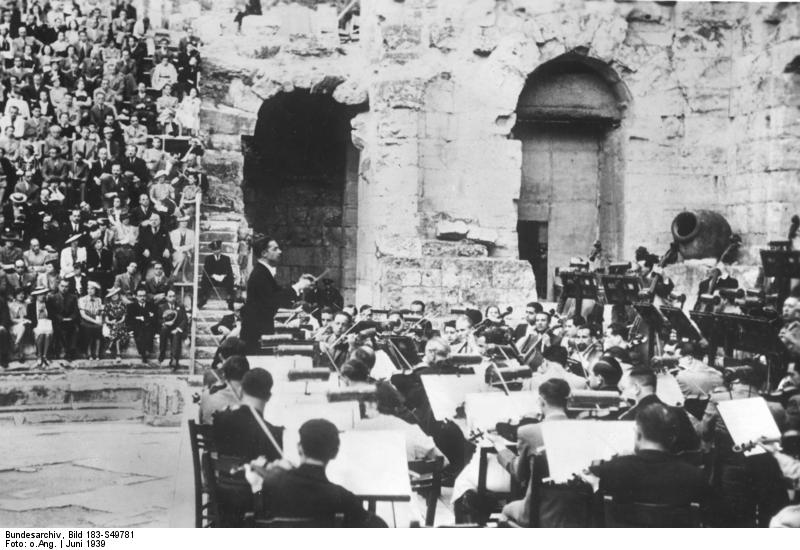
Herbert von Karajan im Odeon des Herodes Atticus, 1939

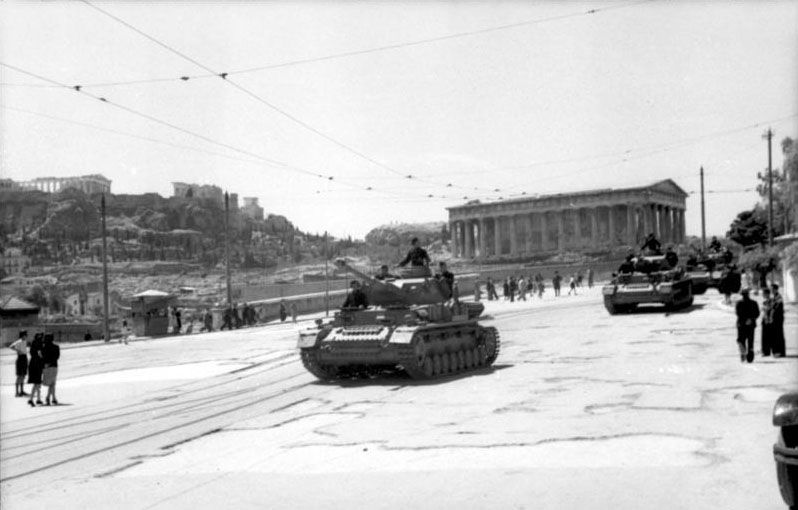
Wehrmachtspanzer am Thesion, 1943

In zwei Balkankriegen 1912/1913 wurde das Osmanische Reich aus Südosteuropa bis in die heutigen Grenzen der Türkei zurückgedrängt und musste große Gebiete an die Nachbarländer abtreten. Im Juni 1917 trat Griechenland unter dem Einfluss von Eleftherios Venizelos in den Ersten Weltkrieg ein. Zuvor hatten die Alliierten Athen sowie fast alle strategisch wichtigen Landesteile besetzt.
Im Jahr 1920 entfachte Griechenland den bis 1922 dauernden Griechisch-Türkischen Krieg in Kleinasien (Kleinasiatische Katastrophe). Nach Athen, das 1880 nicht mehr als 100.000 Einwohner gehabt hatte, kamen 230.000 Flüchtlinge aus Kleinasien. Der Staat wies den Flüchtlingen Grundstücke am Stadtrand zu, es entstanden Barackensiedlungen. Das Stadtschloss wurde zeitweise zum Durchgangsheim. Die zahlreichen Arbeitskräfte förderten die Industrialisierung der Stadt und gründeten häufig selbst kleine Betriebe.
Das kulturelle Leben Athens war bis in die frühen 1920er Jahre durch den Nachholbedarf seit der Staatsgründung geprägt. Musik, Literatur, Kunst und Architektur erlebten eine Blüte und ließen die Stadt zu einer Metropole der Avantgarde werden. Künstler und Dirigenten wie Egon Petri, Camille Saint-Saëns, Artur Rubinstein, Jacques Thibaud besuchten mehrfach Athen, um sich inspirieren zu lassen. Felix Petyrek ließ sich permanent in Athen nieder und arbeitete am Athener Konservatorium. Die Akademie von Athen wurde 1926 offiziell als Institution gegründet. 1933 fand der Weltkongress der Architekten statt, die Charta von Athen wurde zu einem Manifest der Moderne. 1938 debütierte die 15-jährige Maria Callas an der Athener Oper. Die Impulse jener Zeit in Athen werden heute als Generation der 30er Jahre bezeichnet.
Die Zwischenkriegszeit war durch eine große Instabilität geprägt: Nach der verlorenen Schlacht von Dumlupınar im August 1922 musste sich Griechenland aus Anatolien zurückziehen. Am 9. September 1922 begingen türkische Truppen in Izmir ein Massaker (Kleinasiatische Katastrophe), zerstörten große Teile der Stadt und betrieben eine ethnische Säuberung. Am 11. September musste König Konstantin I. wegen eines Militärputschs ins Exil gehen. Georg II. wurde König, verließ Griechenland aber im Dezember 1923. Er kehrte 1935 zurück. Ein autoritäres Regime unter General Ioannis Metaxas regierte.
Ende 1940 wehrten die griechischen Streitkräfte einen italienischen Angriff auf Griechenland ab. Am 6. April 1941 begann die Wehrmacht den Balkanfeldzug. Die griechische Regierung flüchtete auf dem Panzerkreuzer Georgios Averoff nach Alexandria. Am 23. April kapitulierte Griechenland; Athen wurde am Morgen des 27. April kampflos von Truppen der 6. Panzer-Division besetzt. Das ganze Land wurde von den Achsenmächten in Besatzungszonen eingeteilt, für alle Zonen behielt sich das Dritte Reich die wirtschaftliche Ausbeutung vor und gründete die DEGRIGES, um Sach- und Vermögenswerte aus dem Land zu ziehen. Am 31. Mai 1941 riss Manolis Glezos als Zeichen des Widerstands die Hakenkreuzfahne von der Akropolis. Die große Hungersnot infolge der Ausplünderung durch die Besatzungsmacht traf die städtische Bevölkerung besonders hart: Im Winter 1941/1942 und 1942/1943 starben im Athener Ballungsgebiet über 100.000 Menschen den Hungertod. Als 1944 die Deportation der Juden anstand, ordnete der Athener Erzbischof Damaskinos an, dass sämtliche Mönchsklöster und Nonnenklöster in Athen und der Provinz jeden Juden aufnehmen sollten, der um Schutz bitte. Er ordnete auch die Ausstellung von rückdatierten Taufbescheinigungen für Juden an. Da griechische Ausweise und Pässe die Religionszugehörigkeit angaben, ließ der Polizeipräsident Angelos Evert für 1200 Juden neue Dokumente ausstellen, die sie als Christen auswiesen. Rund 1800 von 3500 Juden in Athen konnten vor einer Deportation gerettet werden. Am 13. Oktober 1944 rückten Einheiten der British Army in Athen ein; kurz danach kehrte die Exilregierung nach Faliron zurück.

### Seit 1944

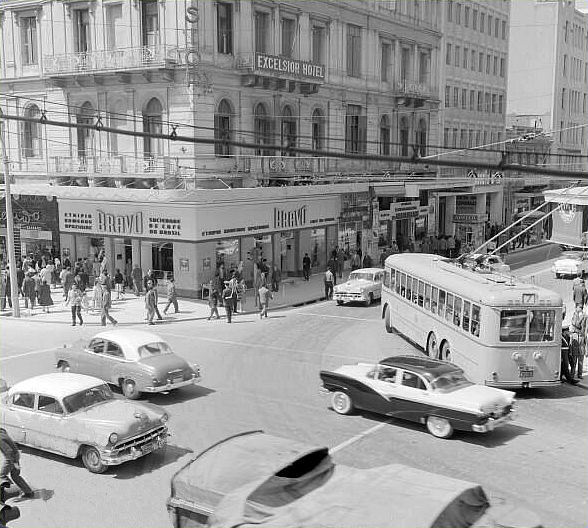
Der Omonia-Platz in den frühen 1960er Jahren, im Hintergrund die Kaffeerösterei Bravo

- 1944–1949 Der Griechische Bürgerkrieg erschüttert auch die Hauptstadt. Am 3. Dezember 1944 werden bei einer Massendemonstration der EAM auf dem Syntagma-Platz 15 Demonstranten von der Polizei erschossen. ELAS-Einheiten greifen Polizeistationen an und liefern sich Straßenkämpfe mit britischen Streitkräften.
- Eines der wichtigsten Spätwerke Walter Gropius’ (1883–1969) steht in Athen: die von 1956 bis 1961 erbaute amerikanische Botschaft.

Bis in die 1960er Jahre kam eine zweite Einwanderungswelle nach Athen. Ursache war die durch Weltkrieg und Bürgerkrieg verschuldete Rückständigkeit auf dem Land. Mangelnde Infrastruktur verzögerte die Dezentralisierung der Industrie. Bis in die 1970er Jahre wurde der Stadtrand von Athen von Industriebetrieben geprägt, die zur Luftverschmutzung beitrugen.
Von 1967 bis 1974 herrschte die griechische Militärdiktatur (Junta), am 17. November 1973 wurde der Aufstand am Polytechnio Athen blutig niedergeschlagen. In der Nacht zum 24. Juli 1974 landete Konstantinos Karamanlis in Athen, wurde von einer jubelnden Bevölkerung begrüßt und noch in der Nacht als Premierminister vereidigt. Das Militärregime war zusammengebrochen.
Im Jahre 1980 wurde im Zappeion der Beitritt Griechenlands zur damaligen EWG unterzeichnet, am 19. Dezember 1980 wurden gleichzeitig Brandanschläge auf die Kaufhäuser Minion und Karantzos verübt.
Der nach dem Niedergang der Militärdiktatur eintretende Aufschwung ließ die Zahl der Autos ansteigen; Staus und die Luftverschmutzung nahmen zu. Als erste Maßnahme wurde der „Daktylios“ (Ring) eingeführt, in dem an smoggefährdeten Tagen alternierend nur Autos mit geraden oder ungeraden Kennzeichen einfahren durften. Busspuren wurden eingeführt und Bäume gepflanzt. Später verbreiteten sich Autos mit Katalysator.

### Ausbau der Infrastruktur in den 1990er Jahren

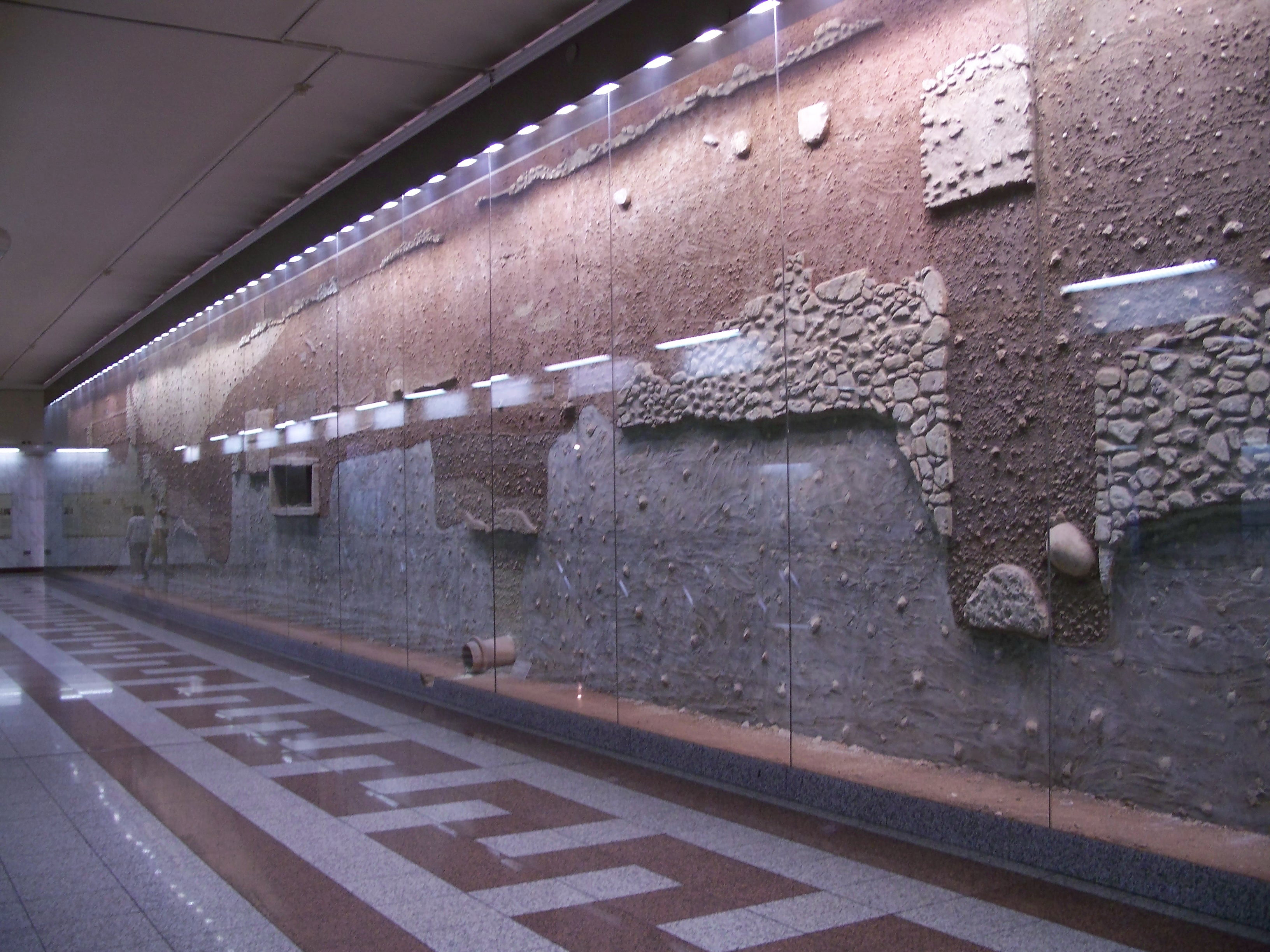
Wand an der U-Bahn-Station Syntagma

Das rasche Wachstum Athens hatte lange Zeit zu einer Vernachlässigung der Infrastruktur geführt, die vor allem in den 1990er Jahren nachgeholt wurde. Als Impuls galt die Bewerbung Athens 1990 für die Olympischen Spiele 1996. Wenngleich die Bewerbung mit dem 2. Platz faktisch scheiterte, so war der öffentliche Diskurs um die Lebensqualität der Stadt angestoßen. Der Städteplaner und Architekt Antonis Tritsis wurde mit Unterstützung beider großer Volksparteien zum Bürgermeister gewählt. Im Jahre 1991 wurde die Konzerthalle Megaro Mousikis fertiggestellt, 1994 wurde die große Kläranlage Psyttalia auf der gleichnamigen Insel in Betrieb genommen. Etwa zur gleichen Zeit begann der Bau der U-Bahn-Linien 2 und 3. 1997 fanden die Leichtathletik-Weltmeisterschaften statt, die wesentliche Erkenntnisse über die späteren Olympischen Spiele gab.
Staatlich und kommunal finanziert, wurde vor allem der Schienenverkehr modernisiert und erweitert (Metro Athen, Straßenbahn Athen und Proastiakos), privat sind die Athener Stadtautobahn sowie der neue Athener Flughafen entstanden. Alle Arbeiten wurden durch akribisch ausgeführte archäologische Ausgrabungen verzögert (für deren Aussetzung oder Verkürzung sich keine Sympathien in der Bevölkerung finden würden). Selbst der weit auswärts gelegene Flughafen war betroffen, wo sich von antiken Zeugnissen bis hin zu frühchristlichen Gräbern Relikte fanden. Die kleine mittelalterliche Kirche St. Peter und St. Paul wurde auf Schienen auf ein anderes Grundstück versetzt.
Der zentrale Abschnitt der U-Bahn vom Syntagma-Platz nach Monastiraki blieb jahrelang wegen Grabungen unvollendet, auch die Streckenführung mit der bereits ausgehobenen Station Keramikos musste aufgrund eines wichtigen Ausgrabungsfeldes verlegt werden, eine neue Station wurde etwa 1000 m weiter nördlich neu gebaut. Die Ausbeute an Fundstücken ist groß und wurde in der Ausstellung „die Stadt unter der Stadt“ gezeigt. Der U-Bahn-Bau gilt als größte innerstädtische archäologische Kampagne des europäischen Kontinents. 2003 wurde erneut ein europäischer Beitrittsvertrag unterzeichnet, diesmal auf der antiken Agora der Beitritt der zehn osteuropäischen Länder zur EU.

### Olympische Spiele und städtebauliche Impulse

Velodrom am OAKA-Sportkomplex

Die geänderten Sicherheitsbestimmungen nach dem 11. September 2001 sowie neue Anforderungen des IOC hatten zu Verzögerungen in den Vorbereitungen geführt. Detaillierte Schilderungen des Planungskomitees um den Stand der Bauten gingen in zahlreichen Pressemeldungen unter, die eine fristgerechte Durchführung der Spiele für unmöglich hielten. Die Schmutzkampagne war schließlich der hohe Preis für die anspruchsvollen Bauten des Star-Architekten Santiago Calatrava.
Die nacholympische Nutzung der Bauten, etwa das frühere Flughafengelände und spätere Sportfeld in Hellenikon oder die Anlagen in Faliro, setzen weitere bauliche Impulse. Die zusätzlichen Mauteinnahmen aus der Ringautobahn sollen in den Bau einer neuen U-Bahn-Linie 4 fließen. Die Annahme einer Schenkung einer neuen Oper und einer neuen Nationalbibliothek auf dem Brachgelände der früheren Rennbahn durch die Stavros-Niarchos-Foundation musste verschoben werden, da der griechische Staat wegen neuer Sparmaßnahmen nicht für den Unterhalt sorgen kann. Im Jahre 2009 wurde nach dem „größten Umzug in der Geschichte Athens“ das neue Akropolismuseum eingeweiht.
Seit der Jahrtausendwende ist Athen vermehrt ein Ziel von Emigranten. Stammten die Einwanderer seit den 1990er Jahren vor allem aus Nachbarländern, so kommen die Immigranten nun vermehrt aus Asien und Afrika. Es entstanden beispielsweise eine Chinatown und ein orientalisches Viertel. Gleichzeitig nahm auch, begünstigt durch die lange Küstenlinie und die wenig gesicherte Grenze zur Türkei, eine durch Schlepperbanden organisierte Wirtschaftsemigration nach Athen zu, die die ohnehin schwierige wirtschaftliche Situation der Stadt und des Staates überfordert.
Nachdem 2005 Elena Paparizou den Eurovision Song Contest gewonnen hatte, fand die Veranstaltung am 18. Mai (Halbfinale) und am 20. Mai 2006 der Eurovision Song Contest 2006 in der Olympic Indoor Hall statt.
Nachdem ein 15-jähriger in Athen von einem Polizisten durch einen Schuss getötet worden war, kam es am 6. Dezember 2008 in Athen und später auch in anderen Städten Griechenlands zu gewaltsamen Ausschreitungen, die bis zum 31. Dezember andauerten. Die Todesumstände des Jugendlichen sind umstritten. Gegen den Polizisten, der den tödlichen Schuss abgab, wurde im Juni 2009 Anklage wegen Mordes erhoben. Als Mittäter ist ein weiterer zur Tatzeit anwesender Polizist angeklagt.